# Flagey-Rigney
Flagey-Rigney település Franciaországban, Doubs megyében. Lakosainak száma 133 fő (2022. január 1.). Flagey-Rigney Loulans-Verchamp, La Tour-de-Sçay és Larians-et-Munans községekkel határos.

## Népesség
A település népességének változása:
| Lakosok száma | 53   | 75   | 75   | 72   | 98   | 108  | 112  | 119  | 122  | 133  |
|               | 1968 | 1982 | 1990 | 2006 | 2013 | 2015 | 2017 | 2019 | 2020 | 2022 |